# Descendants : L'Ascension de Red
Série Descendants
Descendants 3
(2019) Wicked Wonderland
(2026)
Pour plus de détails, voir Fiche technique et Distribution.
Descendants : L'Ascension de Red (Descendants: The Rise of Red) est un téléfilm américain de la collection des Disney Original Movie réalisé par Jennifer Phang et diffusé le 12 juillet 2024 sur le service Disney+.
Il s'agit du quatrième film de la franchise Descendants, qui s'inspire des personnages des films du studio Walt Disney Pictures en mettant en scène leurs descendants, et est un spin-off de la trilogie originale.
Le film suit Red (Kylie Cantrall), la fille rebelle de la tyrannique Reine de Cœur (Rita Ora), et Chloe Charmant (Malia Baker), la fille perfectionniste de Cendrillon (Brandy Norwood), alors qu'elles font leurs rentrée à Auradon Prep, maintenant dirigée par Uma (China Anne McClain). Néanmoins, lors de la cérémonie de rentrée, la Reine de Cœur réalise un coup d'État. Pour stopper son plan, Red remonte le temps avec Chloe avec l'aide d'une montre magique. Dans le passée, elles vont tenter d'empêcher l'évènement traumatisant qui a amené la Reine sur la voie de la cruauté.
Une suite, intitulée Descendants: Wicked Wonderland, est prévue pour 2026.

## Synopsis
Quelques années après les événements de Descendants : Le Mariage royal, Mal, Ben, Evie et Jay ont quitté Auradon pour aller former des alliances avec des royaumes lointains, laissant Uma assumer le rôle de directrice d'Auradon Prep. Elle souhaite envoyer une invitation à la princesse Red, la fille rebelle de la tyrannique Reine de Cœur, au grand désarroi de la Fée Marraine car le Pays des Merveilles a toujours été hostile vis-à-vis d'Auradon.
Pendant ce temps au Pays des Merveilles, après avoir vandalisé la cour du palais, Red est secourue par Maddox, le fils du Chapelier Fou qui lui présente sa dernière création, une montre à gousset qui permet de voyager dans le temps, que la princesse lui subtilise discrètement. Informée de l'invitation reçue par sa fille pour étudier à Auradon, la Reine de Cœur accepte. Elle suivent l'invitation à travers le terrier du lapin qui les mène à Auradon au moment même où Chloé Charmant, la fille de Cendrillon, arrive avec sa mère. Les deux jeunes filles réalisent rapidement que leurs mères se connaissent. En effet, elles étaient étudiantes à Auradon Prep, à l'époque où l'école s'appelait l'Académie de Merlin, et où une mauvaise blague aurait été faite à la Reine de Cœur, la poussant à devenir la méchante qu'elle est aujourd'hui.
Lors de la cérémonie organisée par Uma pour célébrer la rentrée, la mère de Red mène un coup d'État. Néanmoins, Cendrillon refuse de s'incliner devant la Reine qui incite alors Red à la punir. Cette dernière s'exécute et la fait condamner à la décapitation. Alors que Chloé tente de sauver sa mère, Red l'arrête et active par inadvertance la montre de Maddox qui envoie Red et Chloé dans le passé, quand leurs mères avaient leur âge. La Bête n'étant pas encore au pouvoir à cette époque, Auradon n'existe pas et les méchants et les gentils vivent ensembles.
Red et Chloé sont surprises de constater que leurs mères étaient meilleures amies. La Reine de Cœur, dont le véritable nom est Bridget, était à l'époque une personne bienveillante qui voulait juste être amie avec tout le monde, tandis que Cendrillon, alors encore connue sous le nom de Ella, était encore une roturière avec peu d'appréciation pour la royauté. Ils rencontrent un groupe de jeunes méchants, dirigé par Uliana, la petite sœur d'Ursula, et composé de Morgie, le fils de Morgana le Fay ; Maléfique, Hadès et Crochet. Uliana vole les cupcakes de Bridget et consomme les plumes de flamant enchantées de chacun d'eux, ce qui la transforme accidentellement en flamant rose. Elle poursuit Bridget et Ella à travers l'école, embarrassée devant tout le monde. Alors qu'Uliana crie son désir de se venger de Bridget, Red et Chloé réalisent qu'elle est à l'origine de la farce qui va faire sombrer cette dernière dans la méchanceté.
À la recherche de réponses, Red et Chloé visitent la maison d'Ella, et en apprennent plus sur sa vie de famille, mais aussi que Uliana et sa bande trainent souvent au Lagon Noir. Le duo se rend sur place et découvre qu'ils vont utiliser un sort issus d'un livre de cuisine enchantée pour transformer Bridget en monstre lors du bal. Red et Chloé décident donc d'obtenir le livre afin que le sort ne soit pas lancé. Elles demandent alors des renseignements à Bridget qui pense que le livre pourrait être l'un des livres interdits dans le bureau du principal Merlin.
Après une dispute, les filles s'introduise dans le bureau de Merlin. Après un combat avec les différents moyens de protection magique de la bibliothèque, elles arrivent enfin à mettre la main sur le livre mais la bande d'Uliana arrive et leur prend. Mais quand elle ouvre le livre, ses amis et elle se retrouvent gelés sur place du fait d'un sort qui empêche les personnes maléfiques d'ouvrir les livres interdits. Chloé donne alors le livre à Red, la croyant être la véritable héroïne, elle l'ouvre et en retire la recette. Elles partent juste au retour de Merlin.
En supposant que Bridget ira bien désormais, Red et Chloé activent la montre de poche et retournent à Auradon, quelques minutes avant que la Reine de Cœur ne lance son coup d'État. Le duo découvre que la Reine de Cœur est désormais une reine au bon cœur qui répand l'amour et la joie. Uma annonce alors le début d'année à Auradon Prep. Néanmoins, en voix off, elle déclare que même si tout le monde a obtenu ce qu'il voulait, déranger le cours du temps peut être dangereux et promet que l'histoire n'est pas encore terminée.

## Fiche technique
- Titre original : Descendants: The Rise of Red
- Titre francophone : Descendants : L'Ascension de Red
- Réalisation : Jennifer Phang
- Scénario : Dan Frey et Ru Sommer, d'après les personnages des films du studio Walt Disney Pictures
- Photographie : Declan Quinn
- Montage : Katie Ennis
- Musique : Torin Borrowdale
- Décors : Mark Hofeling
- Costumes : Julia Caston et Emilio Sosa
- Chorégraphie : Ashley Wallen
- Casting : Alexis Frank Koczara et Christine Smith Shevchenko
- Production : Wendy S. Williams
- Producteurs délégués : Gary Marsh et Suzanne Todd
- Sociétés de production : Suzanne Todd Productions, Potato Monkey Productions, GWave Productions, LLC et Disney Channel
- Sociétés de distribution : Disney+
- Pays d’origine :  États-Unis
- Langue originale : anglais
- Format : couleur
- Genre : Musical et fantastique
- Durée : 91 minutes
- Dates de sortie : 12 juillet 2024 sur Disney+

 Sauf indication contraire, les informations mentionnées dans cette section peuvent être confirmées par la base de données cinématographiques IMDb,  présente dans la section « Liens externes ».

## Distribution

### Les descendants
- Kylie Cantrall (VFB : Séverine Cayron) : la princesse Red, la fille de la Reine de Cœur
- Malia Baker (VFB : Sophie Pyronnet) : la princesse Chloe Charmant, la fille de Cendrillon et du Prince Charmant et la sœur de Chad (Chloe Charming en V.O.)
- China Anne McClain (VFB : Mélissa Windal) : Uma, la fille d'Ursula
- Leonardo Nam : le Chapelier Maddox, le fils du Chapelier Fou (Maddox Hatter en V.O.)
- Peder Lindell : Morgie, le fils de la Fée Morgane

### Les méchants
- Rita Ora (VFB : Delphine Moriau) : Bridget, la Reine de Cœur
  - Ruby Rose Turner (VFB : Aaricia Dubois) : Bridget adolescente
- Dara Reneé (en) (VFB : Claire Tefnin) : Uliana, la sœur d'Ursula
- Mars : Maléfique adolescente
- Joshua Colley : le capitaine Crochet adolescent
- Anthony Pyatt : Hadès adolescent
- Julee Cerda (en) : Lady Trémaine

### Les gentils
- Brandy Norwood (VFB : France Bastoen) : Ella / Cendrillon
  - Morgan Dudley : Ella adolescente
- Paolo Montalban (en) (VFB : Maxime Donnay) : le Prince Charmant
  - Tristan Padil : Charmant adolescent
- Melanie Paxson (VFB : Marcha Van Boven) : Fay, la Fée marraine
  - Grace Narducci : Fay adolescente
- Levin Valayil : Aladdin
  - Kabir Bery : Aladdin adolescent
- Shazia Pascal : Jasmine
  - Aiza Azaar : Jasmine adolescente
- Jeremy Swift : Merlin

### Les autres personnages
- Alex Boniello (en) : le Valet de carreau (Jack of Diamonds en V.O)
- Sam Morelos : Meadow

## Production

### Développement
En août 2021, après la diffusion du court-métrage d'animation Descendants : Le Mariage royal, la vice-présidente de Disney Branded Television, Lauren Kisilevsky, a été interrogée sur le cliffhanger à la fin du court métrage qui indique que le Pays des merveilles serait introduit dans la franchise. Elle confirme que la chaîne désire continuer la franchise, malgré la fin de la trilogie. En septembre de la même année, il est annoncé qu'un quatrième film est en développement.
En mai 2022, le service Disney+ lance officiellement le projet sous le titre de travail Descendants: The Pocketwatch, marquant la première fois qu'un film de la franchise n'est pas d'abord diffusé sur Disney Channel. Jennifer Phang est engagée pour réaliser le téléfilm, tandis que Dan Frey et Russell Sommer signent pour écrire le scénario.
En mars 2023, le titre définitif, Descendants: The Rise of Red, est dévoilé. Il est également annoncé que le film devrait comporter 7 chansons, à la fois originales et reprises de chansons issues des classiques d'animation du studio Disney.

### Attribution des rôles
Lors de la D23 Expo de 2022, il est annoncé que China Anne McClain reprendra le rôle Uma, tandis que Kylie Cantrall et Dara Reneé sont annoncées dans les rôles de Red et Ulyana, respectivement.
En novembre 2022, il est dévoilé que Brandy Norwood rejoignait la distribution dans le rôle de Cendrillon. Il s'agit de la seconde fois que l'artiste interprète une version de ce personnage, après le téléfilm La Légende de Cendrillon (1997). Il est également annoncé que Melanie Paxson reprendrait son rôle de la Fée marraine. Elles sont suivis par Rita Ora dans le rôle de la Reine de Cœur ainsi que par Malia Baker, Ruby Rose Turner, Morgan Dudley et Joshua Colley.
Après le tournage, il est annoncé que Jeremy Swift et Leonardo Nam ont rejoint la distribution. En mars 2023, il est dévoilé que Paolo Montalban interprète le Prince Charmant. Comme Norwood, il interprétait une autre version du personnage dans le téléfilm de 1997.

### Tournage
Le tournage du film s'est déroulé à Atlanta entre janvier 2023 et mars 2023,. Mark Hofeling, responsable des décors de la trilogie originale, est également chargé des décors de ce spin-off. Pour les décors du Pays des merveilles, Jennifer Phang s'est inspirée du film d'animation de 1951.

## Bande-originale
Singles
1. What’s My Name (Red Version)
Sortie : 26 avril 2024
2. Red
Sortie : 21 juin 2024

Liste des titres
1. Red - Kylie Cantrall et Alex Boniello
2. So This Is Love - Brandy Norwood et Paolo Montalban
3. Love Ain't It - Rita Ora, Kylie Cantrall, Brandy Norwood et Malia Baker
4. What's My Name (Red Version) - China Anne McClain et Kylie Cantrall
5. Fight of Our Lives - Kylie Cantrall et Malia Baker
6. Life Is Sweeter - la distribution
7. Perfect Revenge - Dara Reneé, Anthony Pyatt, Joshua Colley, Mars et Peder Lindell
8. Shuffle of Love - Ruby Rose Turner
9. Get Your Hands Dirty - Malia Baker et Morgan Dudley
10. Life Is Sweeter (Reprise) - Rita Ora et Kylie Cantrall
11. Life Is Sweeter (Remix) - la distribution
12. Bad Reputation - Kylie Cantrall
13. Descendants: The Rise of Red Score Suite - Torin Borrowdale

## Accueil

### Audiences
Durant ses trois premiers jours sur le service Disney+, le film a battu le record du programme original le plus visionné lors de son lancement avec 6.7 million de visionnage. Il s'agit de la production de Disney Branded Television à destination du service la plus vue.

## Suite
En juillet 2024, peu après la sortie du téléfilm, la productrice Suzanne Todd annonce qu'une suite est en développement et que la phrase prononcée par Uma à la fin du film était volontaire afin de laisser une fin ouverte au téléfilm. En février 2025, la pré-production est officiellement lancée et une sortie est programmée pour l'année 2026.